# Декларація незалежності Болгарії

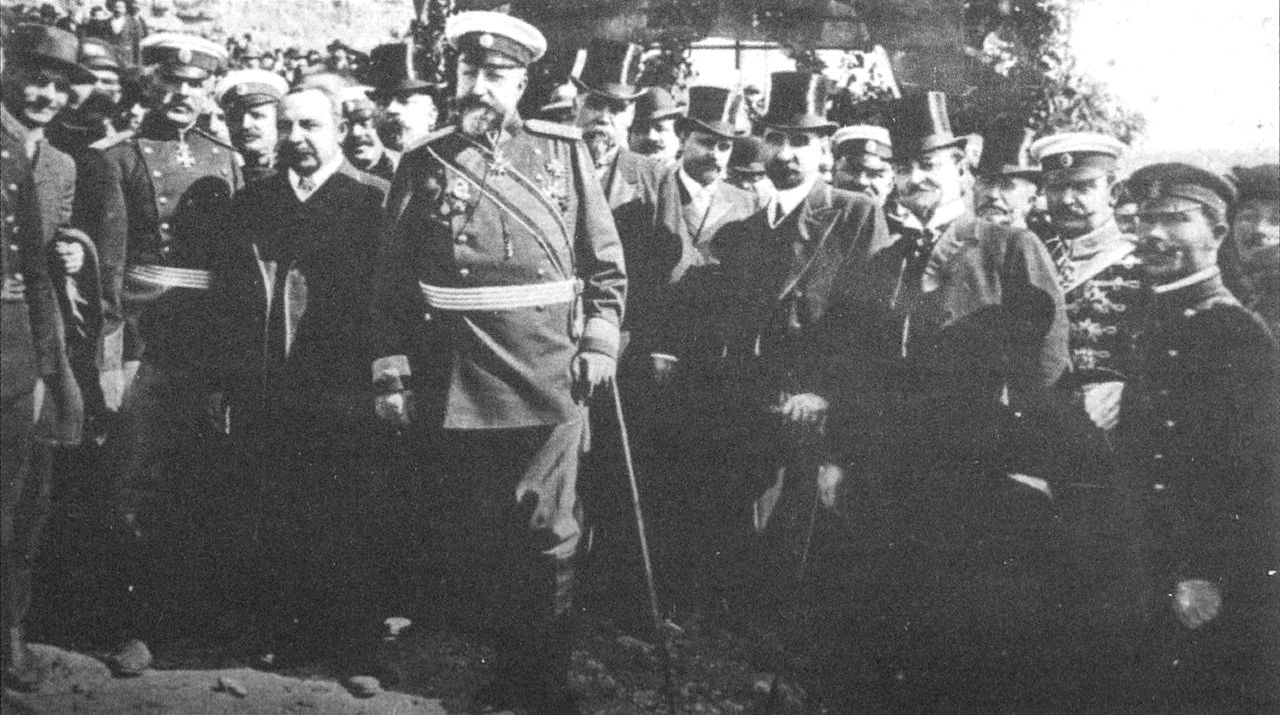
Фердинанд Болгарський проголошує незалежність у Тирново, 1908 рік

Де-юре Незалежність Болгарії (болг. Независимост на България) від Османської імперії була проголошена 5 жовтня (22 вересня за старим стилем) 1908 року в колишній столиці Тирново болгарським князем Фердинандом, який згодом прийняв титул «Цар».

## Передумови
Із 3 березня (19 лютого за старим стилем) 1878 року коли Болгарія була звільнена від османського панування внаслідок російсько-турецької війни (1877–78), Болгарія була автономним князівством. Хоча вона все ще офіційно залишалась під сюзеренітетом Блискучої Порти, це була юридична фікція, яку Болгарія визнавала лише офіційно, діючи здебільшого як фактично незалежна держава. 18 вересня (16 вересня за старим стилем) 1885 року вона об'єдналася з автономною провінцією Східна Румелія більшість в якій складали болгари.
Після звільнення головною метою Болгарії на міжнародній арені було об'єднання всіх заселених болгарами територій під чужою владою в єдину болгарську державу: головними об'єктами болгарського іредентизму були Македонія та Південна Фракія, які продовжували залишатися частиною османського царства. Однак для того, щоб приєднатися до антиосманського союзу і претендувати на ці території воєнним шляхом, Болгарія повинна була спочатку проголосити свою незалежність. Це означало б порушення умов Берлінського договору, що навряд чи було б схвалено Великими державами .
Хаос в Османській Імперії спричинений Молодотурецькою революцією 1908 року створив належні умови для проголошення незалежності Болгарією. Багато великих держав також відмовились від підтримки османів, натомість шукаючи територіальних переваг: Австро-Угорщина сподівалася анексувати Вілаєт Боснія, Велика Британія прагнула захопити арабські території імперії на сході, а Російська імперія прагнула отримати контроль над турецькими протоками. У вересні 1908 р. На зборах у Бухлові (нім. Buchlau, сучасна Чехія), посланці Австро-Угорщини та Росії підтримали плани один одного і погодились не перешкоджати проголошенню незалежності Болгарії, яке очікувалось найближчим часом.
Ближче до середини вересня демократичний уряд Александра Малинова вирішив, що момент настав. 4 жовтня (21 вересня за старим стилем) 1908 року Фердинанд прибув до Русе з відпочинку в своєму угорському маєтку. Там його чекав уряд для обговорення остаточного рішення на борту корабля «Крум». Потім делегація сіла на потяг до Тирново, де мало відбутись офіційне проголошення. Згідно останніх досліджень, саме на залізничній станції Две-Могили 5 жовтня (22 вересня за старим стилем) була дописана Декларація незалежності. 

## Незалежність
Незалежність Болгарії була офіційно проголошена в церкві Святих Сорока Великомучеників у м. Тирново. В рамках проголошення Фердинанд підняв статус Болгарії з князівства до царства, збільшивши її міжнародний авторитет. Фердинанд змінив свій титул з князя на царя, і з тих пір країна була готова приєднатися до Балканської ліги та битися з Османською імперією в Першій Балканській війні 1912—1913 років.
Наступного дня після проголошення незалежності Болгарії відбулася анексія Австро-Угорщиною Боснії та було укладено союз Грецького королівства з Критською державою (невизнаною до 1913 р.). Внаслідок спільного порушення двома країнами Берлінського договору та переважної підтримки цих дій серед європейських країн, незалежність Болгарії була міжнародно визнана весною 1909 року. Османська імперія не вимагала фінансової компенсації від Болгарії, яка націоналізувала залізниці, керовані Османською залізничною компанією, та почала збирати податки у Східній Румелії. Росія скасувала сорок років боргів турків за відшкодування збитків за війну 1877–78. Сума становила 125 000 000 франків (із загальної компенсації 802 000 000 франків). У свою чергу Болгарія погодилася виплатити свою частину боргу — 85 000 000 франків за 85 років — Росії.
День незалежності Болгарії щорічно відзначається 22 вересня.